# Alameda de Osuna
Alameda de Osuna – stacja początkowa metra w Madrycie, na linii 5. Znajduje się w dzielnicy Barajas, w Madrycie i zlokalizowana jest przed stacją El Capricho. Została otwarta 24 listopada 2006.